# Antocha indica
Antocha indica är en tvåvingeart som beskrevs av Enrico Adelelmo Brunetti 1912. Antocha indica ingår i släktet Antocha och familjen småharkrankar. Inga underarter finns listade i Catalogue of Life.